# دوین ایوانز
دوین ایوانز (انگلیسی: Dwayne Evans؛ زادهٔ ۱۳ اکتبر ۱۹۵۸) ورزشکار دو و میدانی اهل ایالات متحده آمریکا است.
وی در مسابقات کشوری و بین‌المللی در مجموع برندهٔ ۱ مدال طلا، ۱ مدال برنز شده‌است.